# 조지타운 대학교
조지타운대학교(Georgetown University)는 1789년 예수회에서 설립한 미국 수도 워싱턴 D.C.에 있는 최상위권 사립 대학이다. 문리대학, 간호·보건대학, 경영대학, 국제·외교대학, 로스쿨, 일반대학원으로 구성되어 있으며, 학위과정은 학사·석사·박사 및 전문학위로 편성되어 있다. 학부에서 가장 인기 있는 전공과목은 국제관계학, 외교학, 정치학, 경영학, 영문학이며 정부와 국제기관으로 진출하는 졸업생 수가 가장 많다. 특히 외교학과는 폭넓은 경험을 가진 저명한 인사들이 강의를 한다는 장점이 있다.
매들린 올브라이트 전 국무장관, 조지 태닛 전 중앙정보국(CIA) 국장, 1994년 북한 핵 위기 당시 미국 측 수석대표였던 로버트 갈루치 전 북핵대사, 빅터 차 전 국가안전보장회의(NSC)의 아시아 담당국장을 비롯한 고위 정부 관료나 외교관 출신들이 교수진으로 다수 포진해 있다. 또한 콘돌리자 라이스 전 국무장관 및 이 대학 출신인 빌 클린턴 전 대통령을 비롯한 국내외 고위 관리 등 명사들이 수시로 강연을 한다. 전임교원수는 622명, 교수 1인당 학생수는 12명이다.
조지타운대학교는 워싱턴 D.C.에 자리를 잡아 교실 밖에서도 많은 것을 배울 수 있다. 워싱턴에는 수백 개의 비정부기구(NGO) 본부와 정부기관, 외국 대사관 등이 즐비한데, 이들 기관은 조지타운대 학생들을 인턴으로 받아들이고 있다. 캠퍼스는 워싱턴 도심에서 북서쪽으로 2km 떨어진 번화가에 위치하며 44만 5,178m2의 대지에 기숙사를 포함해 60동의 건물이 있다.

## 입학 현황과 평가
2023년 졸업예정으로 2019년 가을에 입학하는 신입생 19,501명 지원, 15%의 합격률을 기록했다.

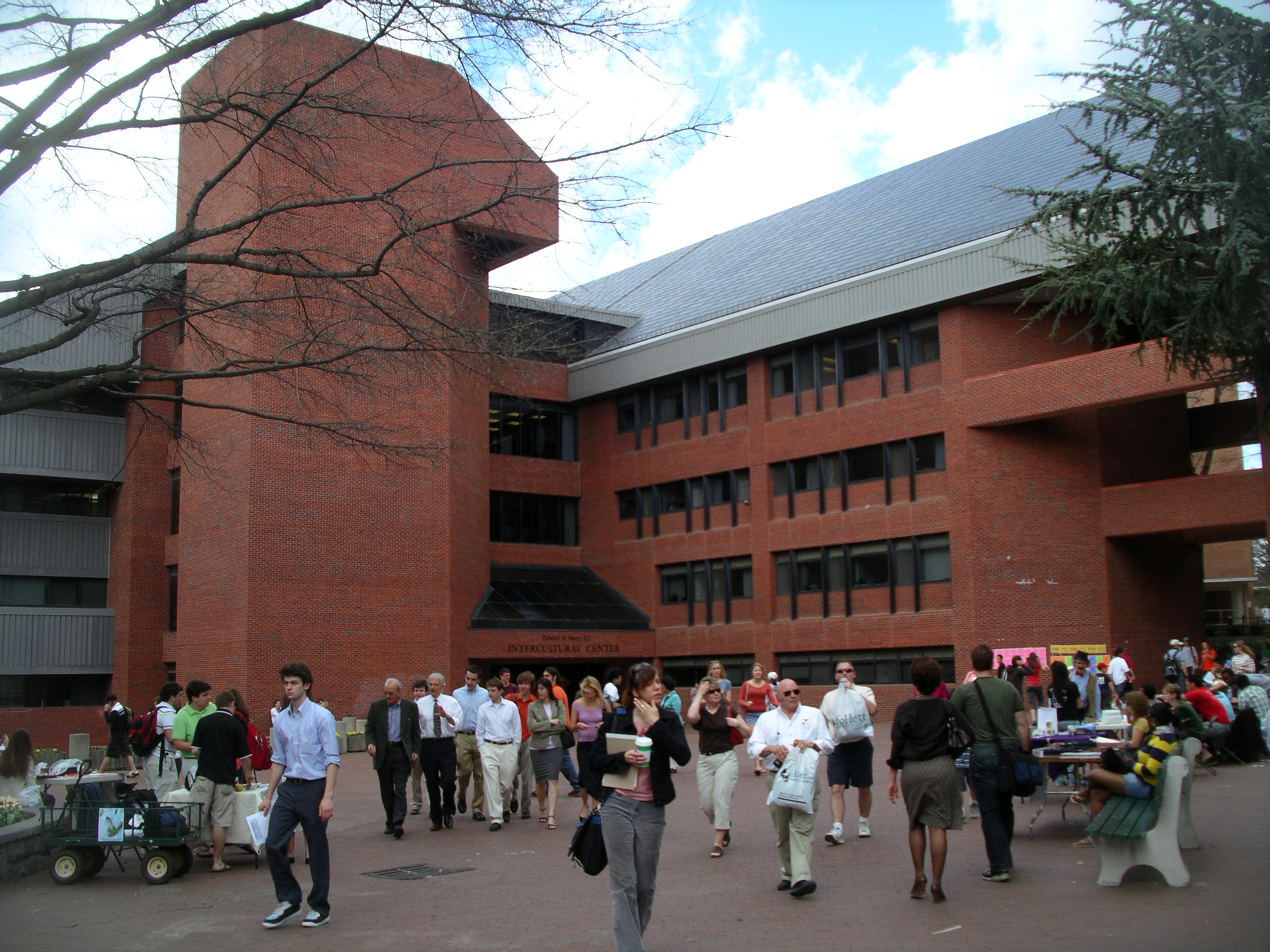
캠퍼스 내 문화교류 센터(Intercultural Center)

전문대학원의 경우, 외교학부(Walsh School of Foreign Service)는 정치외교분야 탑 저널인 Foreign Policy지에서 수년간 계속 1위를 차지하고 있고, 국무부 직원들을 비롯하여 세계 외교관들이 가장 많이 다니는 학교이다. 2014년 《U.S. 뉴스 & 월드 리포트》 전문대학원 순위에서 로스쿨은 코넬과 공동 13위, 경영대학원은 노트르담과 공동 23위를 기록했다. 또한 경영대학원은 2014년 파이낸셜 타임즈 세계 경영대학원 순위에서 세계 36위에 선정되었다.
조지타운대는 세계경제포럼이 선정한 세계 최상위 26개 대학 중 하나이다.

## 저명한 동문

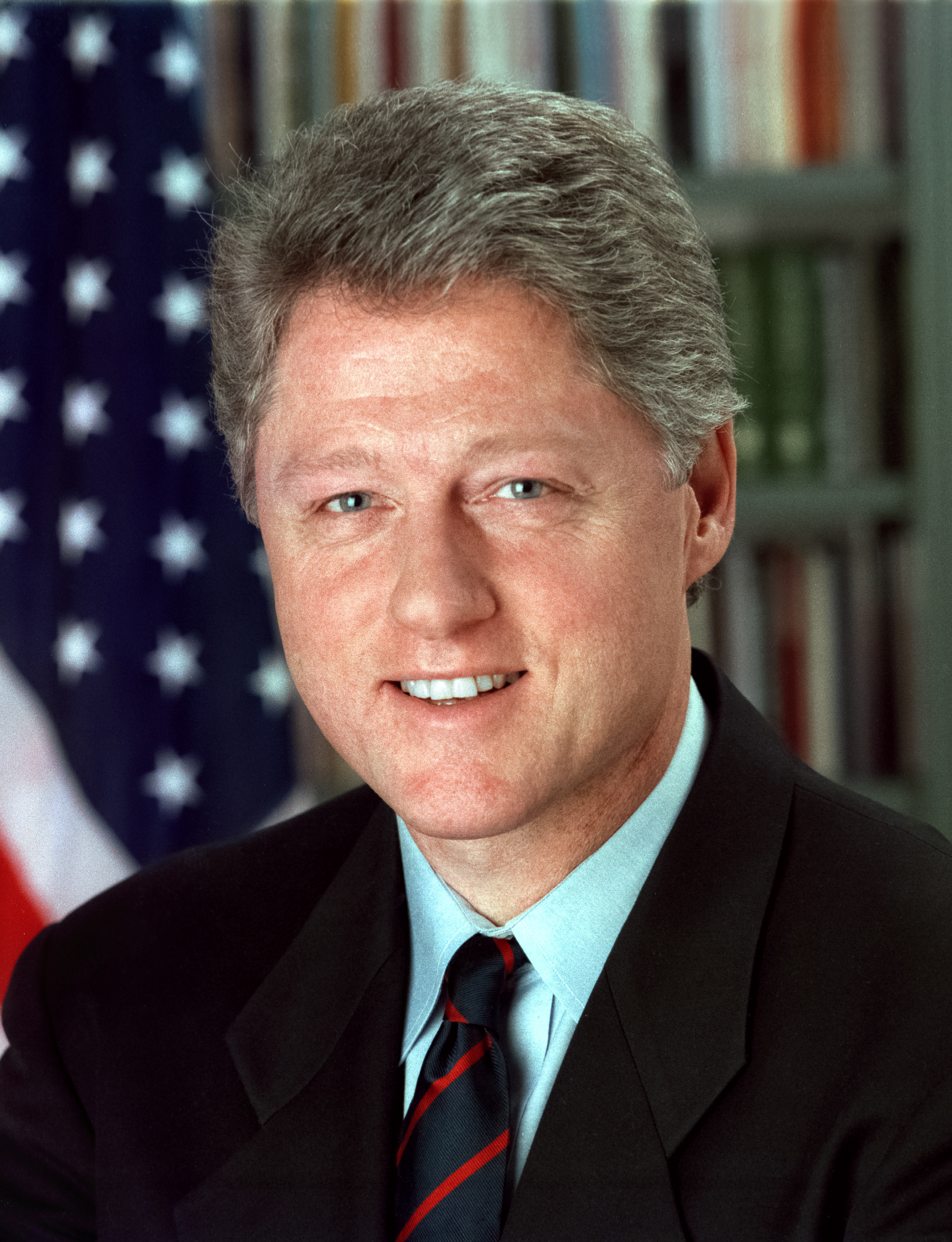
빌 클린턴, 외교학 학사, 1968

12명의 국가원수, 23명의 로즈 장학생, 21명의 마셜 장학생, 26명의 트루먼 장학생, 14명의 미첼 장학생들이 조지타운 출신이다. 조지타운 동문은 정계에 특히 많이 포진되어 있다. 제42대 대통령 빌 클린턴은 외교학부를 졸업했다. 제36대 대통령 린든 존슨은 로스쿨을 다녔었다. 코스타리카 최초의 여성 대통령 라우라 친치야, 전 필리핀 대통령 글로리아 마카파갈아로요와 전 엘살바도르 대통령 알프레도 크리스티아니도 조지타운 출신이다. 스페인 왕위 계승자 아스투리아스 공 펠리페, 요르단 왕 압둘라 2세 등의 귀족들도 조지타운을 졸업했다. 그 외에도 연방대법원 대법관 안토닌 스칼리아, 재무장관 잭 류, 푸에르토리코 행정관 루이스 포르투뇨, 전 국방부 장관 로버트 게이츠 등 많은 정계, 법조계 동문이 있다. 한인 동문으로는 초대 외교통상부 장관 박정수, 김경한 전 법무부 장관, 전두환 전 대통령의 아들 전재용, 윤상현 국회의원, 노태우 전 대통령의 아들 노재헌, 정두언 새누리당 국회의원, 로이킴(김상우) 등이 있다.

## 대중문화 속 조지타운 대학교
- 굿 와이프 (미국 드라마, 2009-)
- Madam Secretary (미국 드라마 2014-19)

## 갤러리

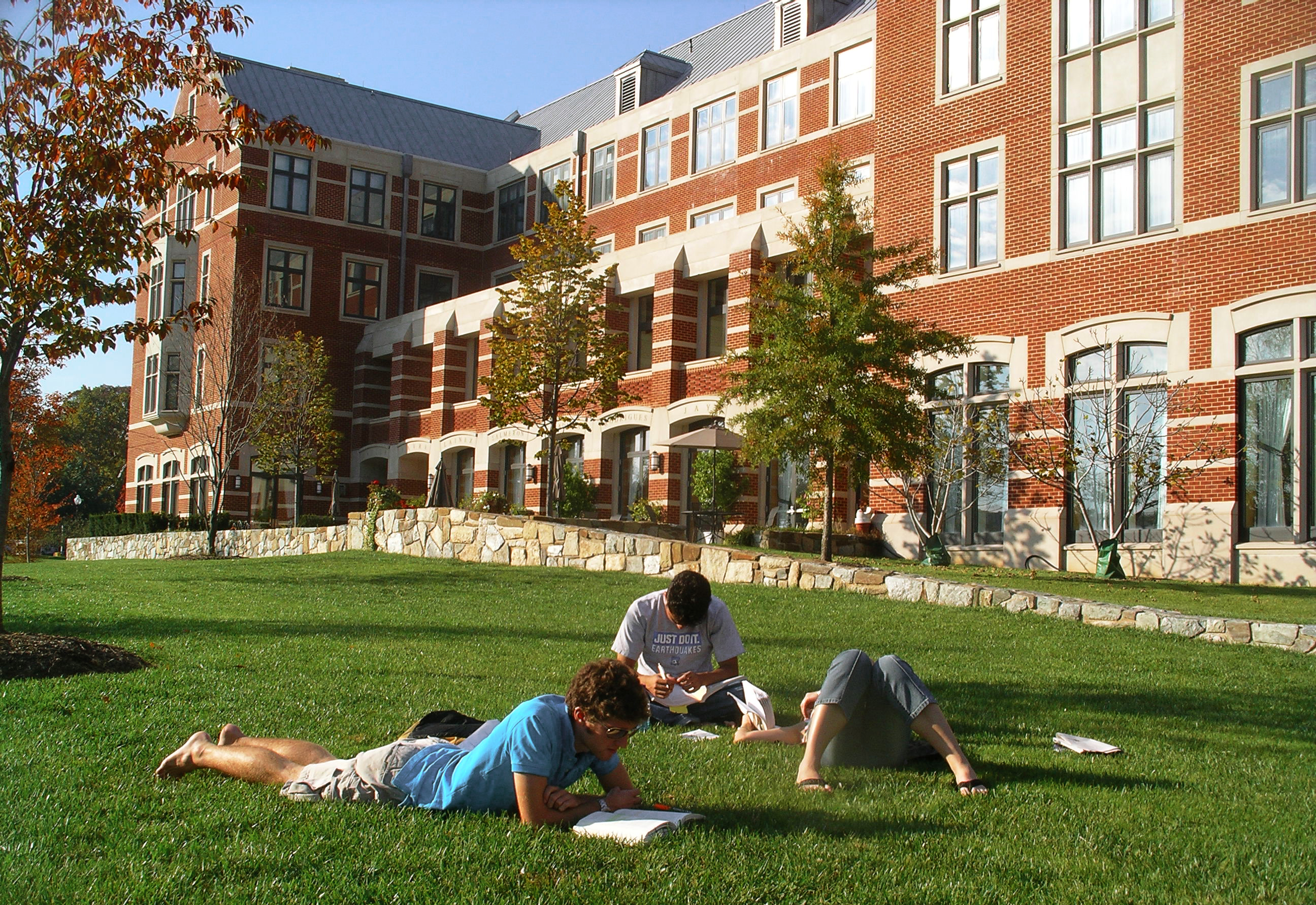
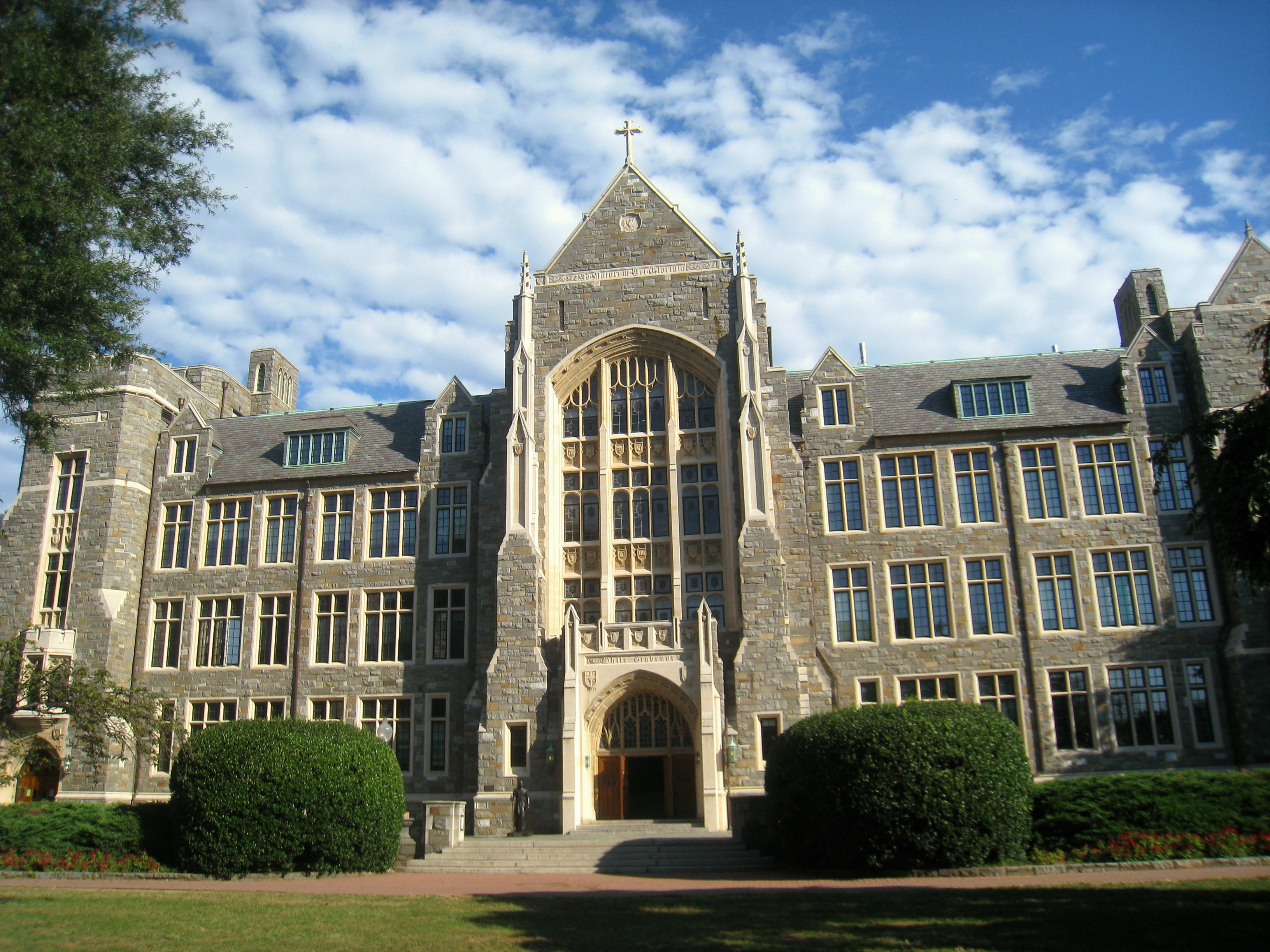
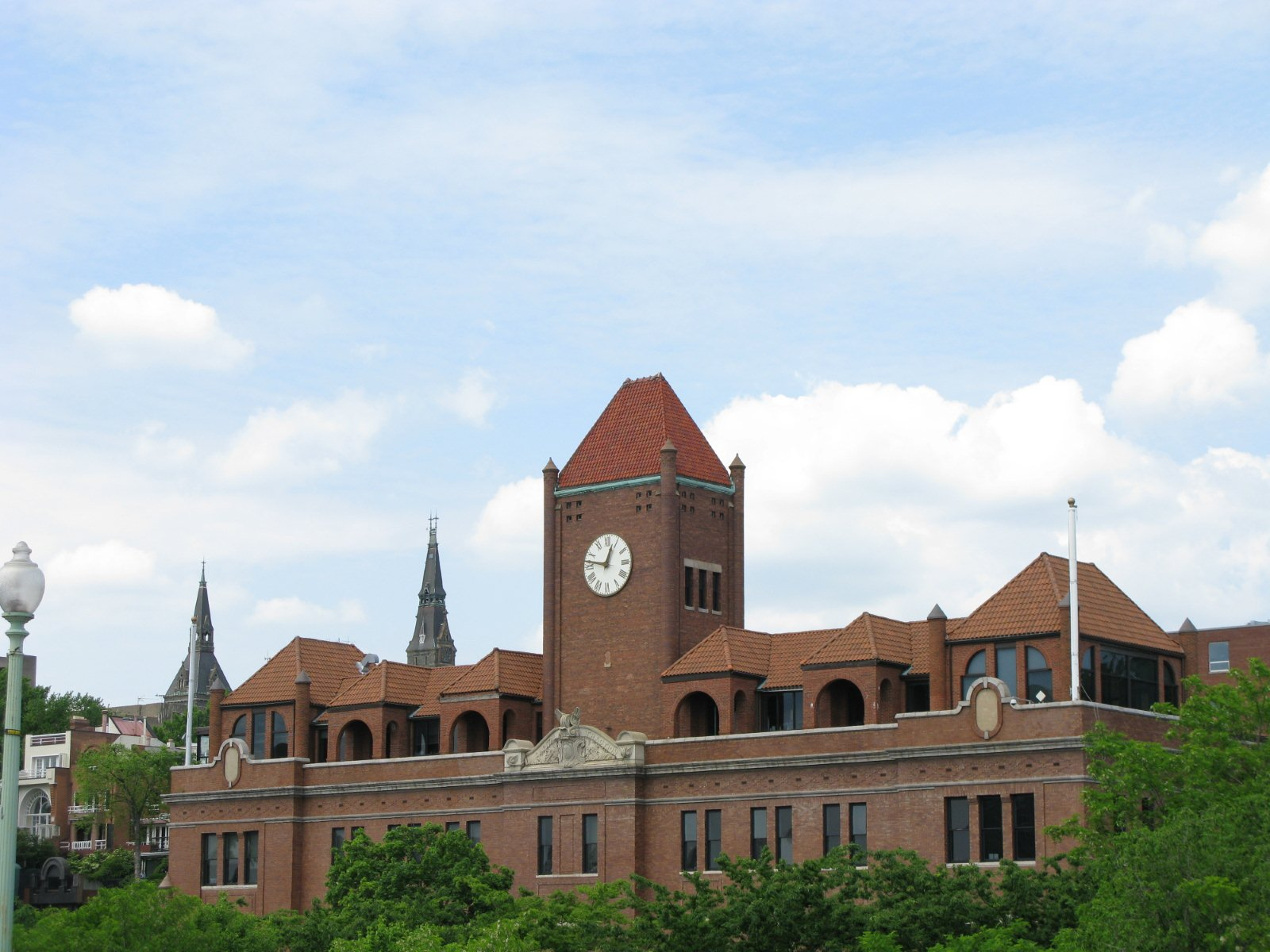
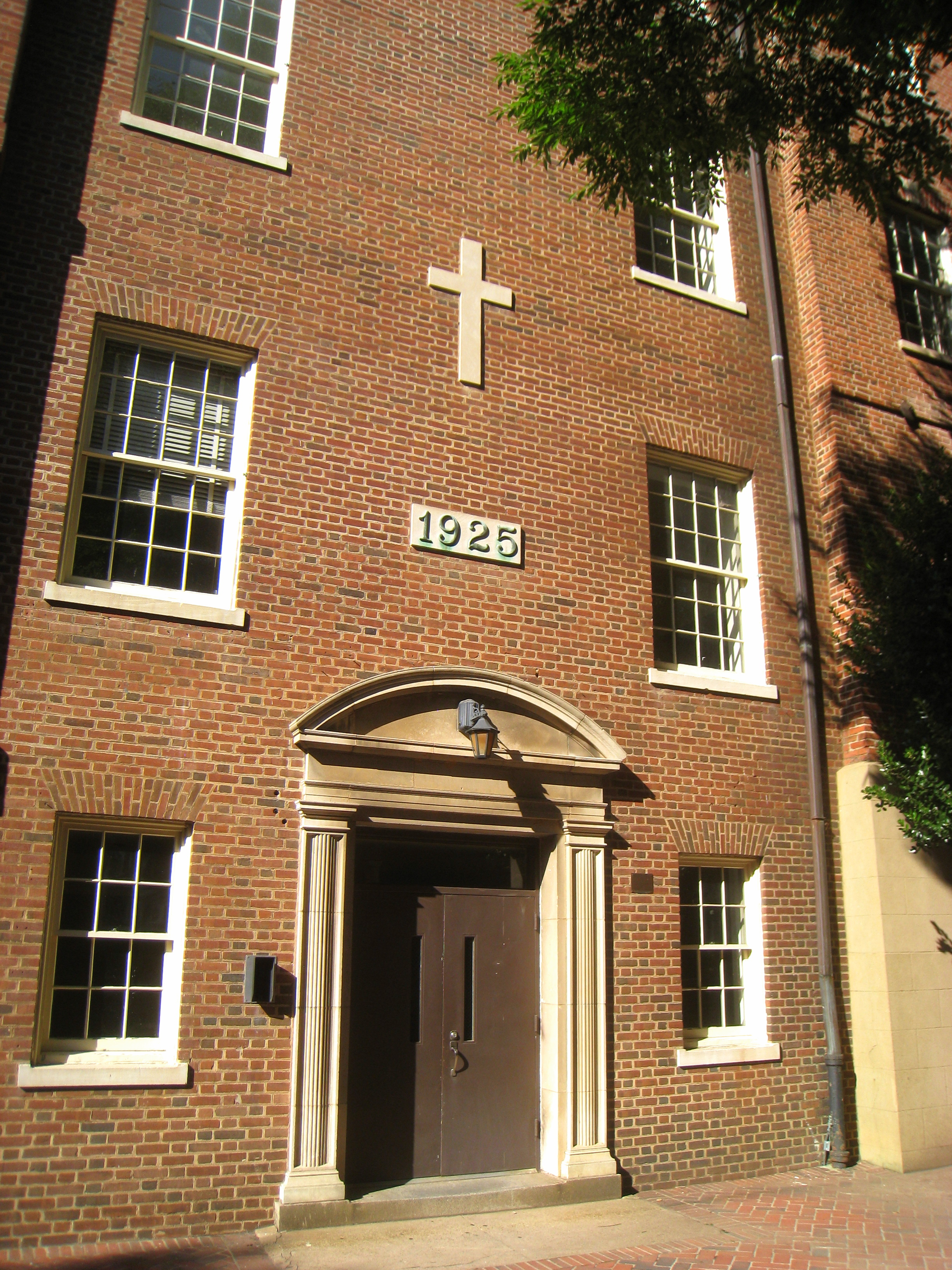
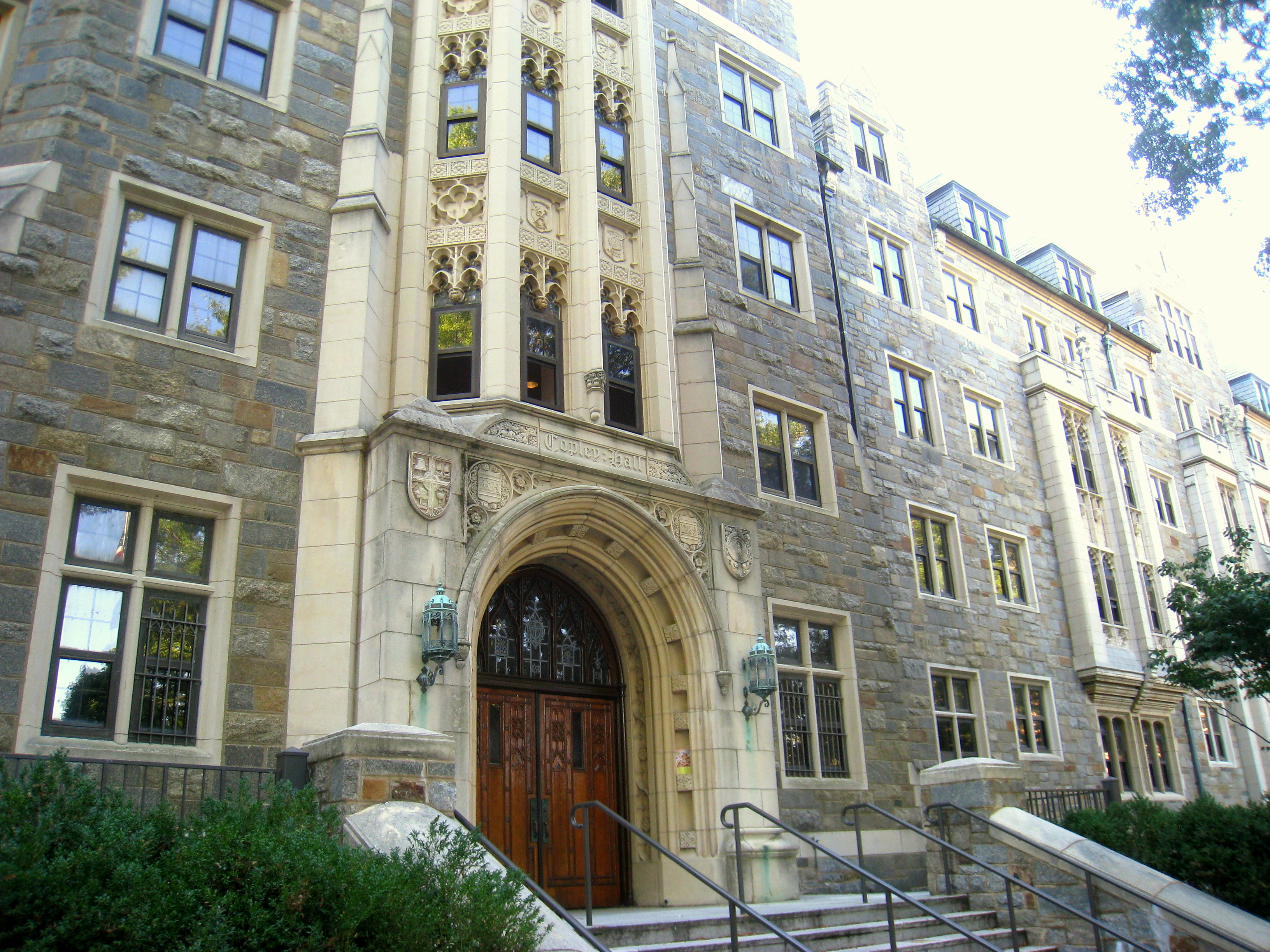
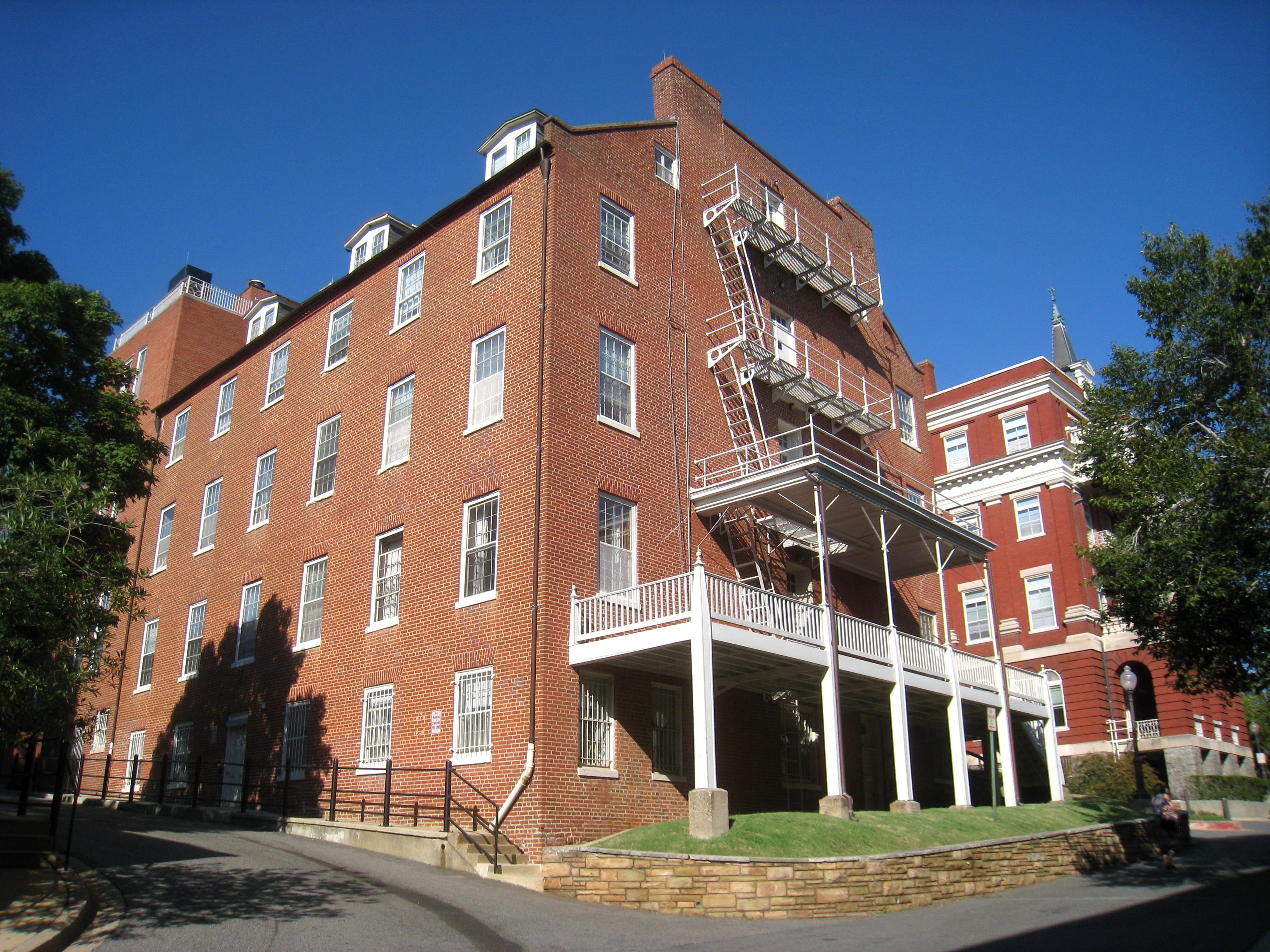
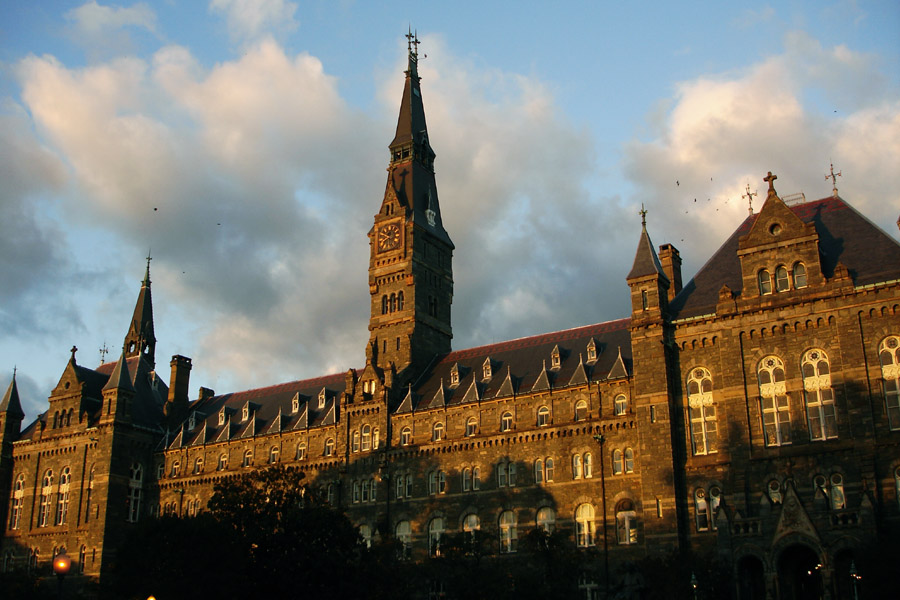
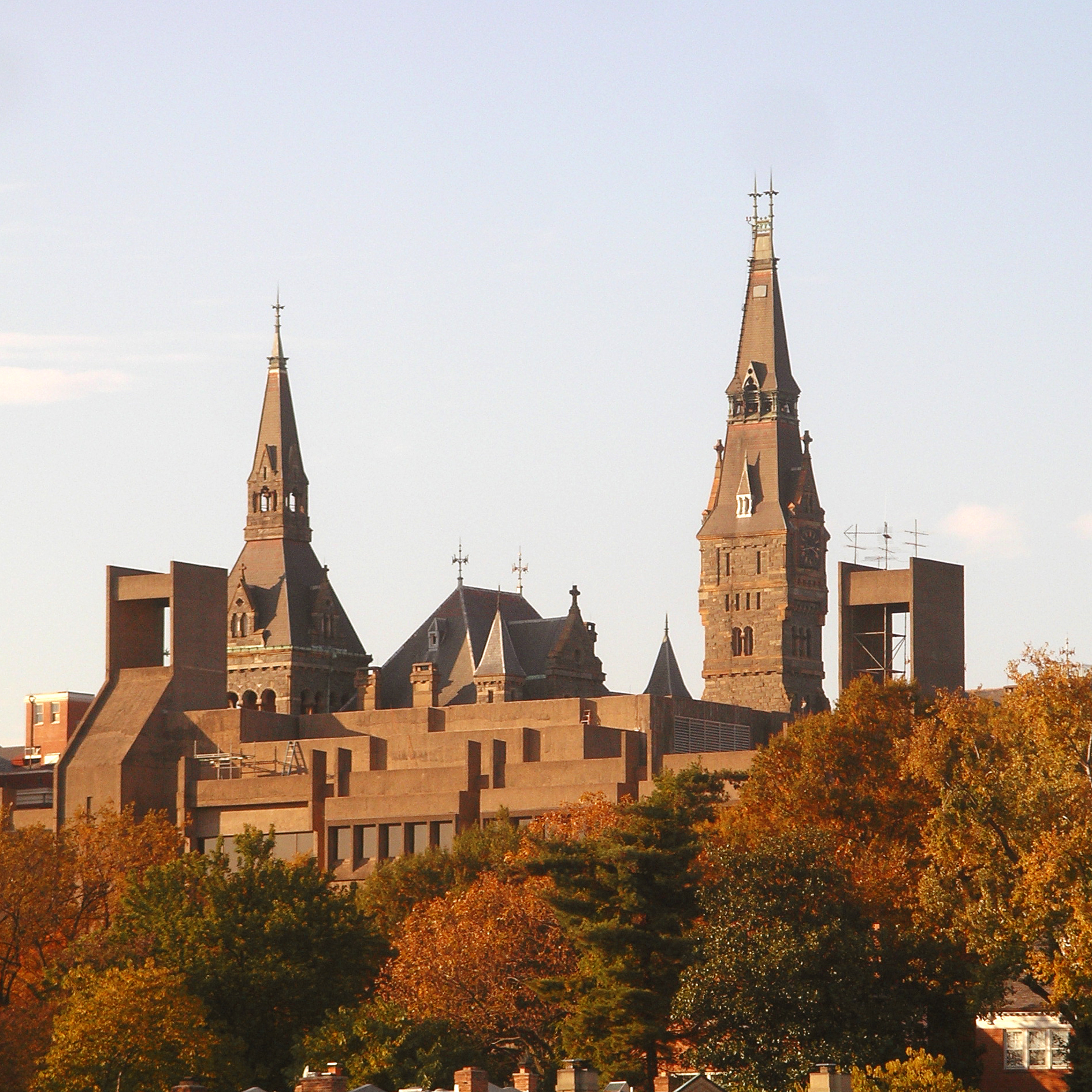
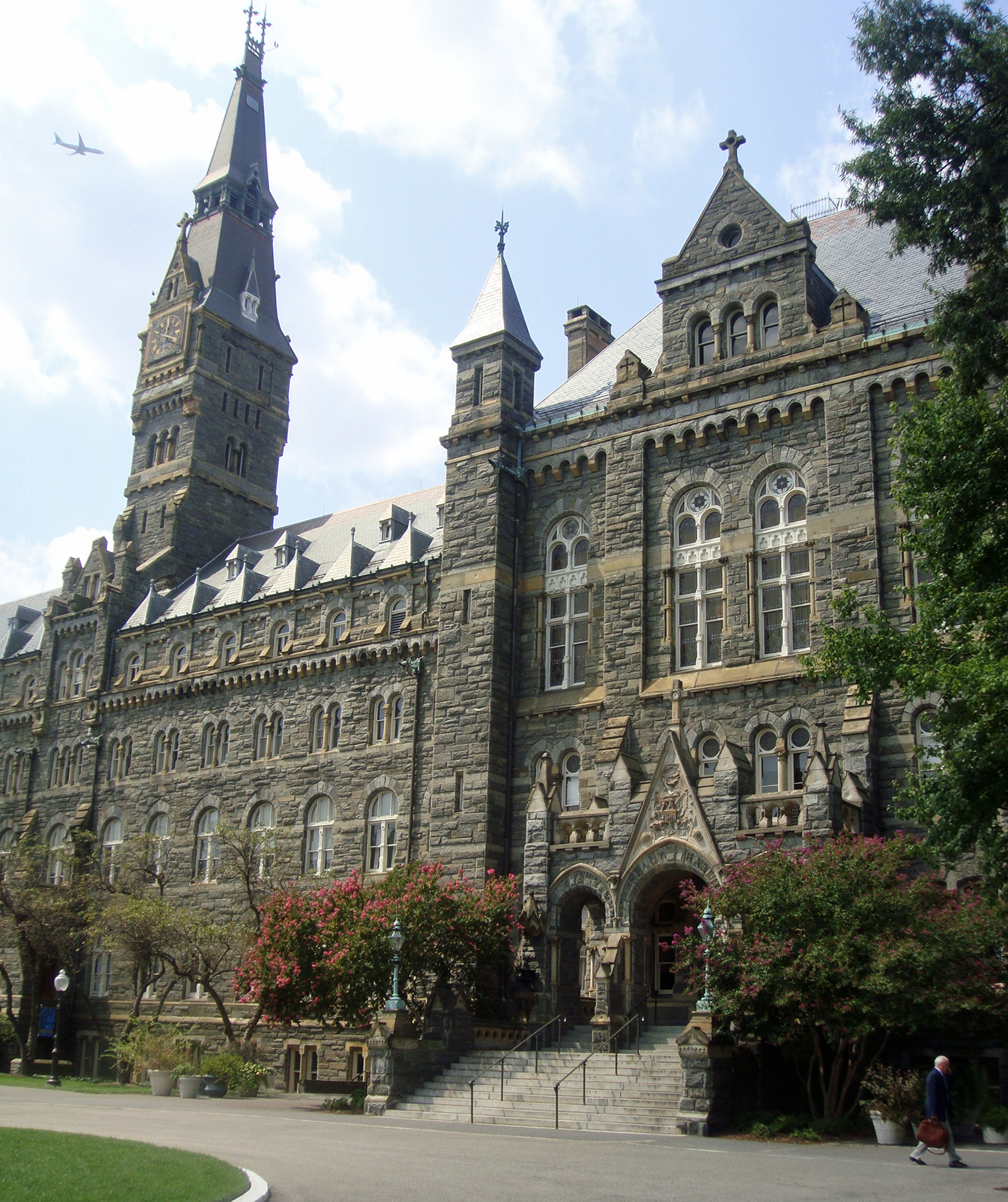
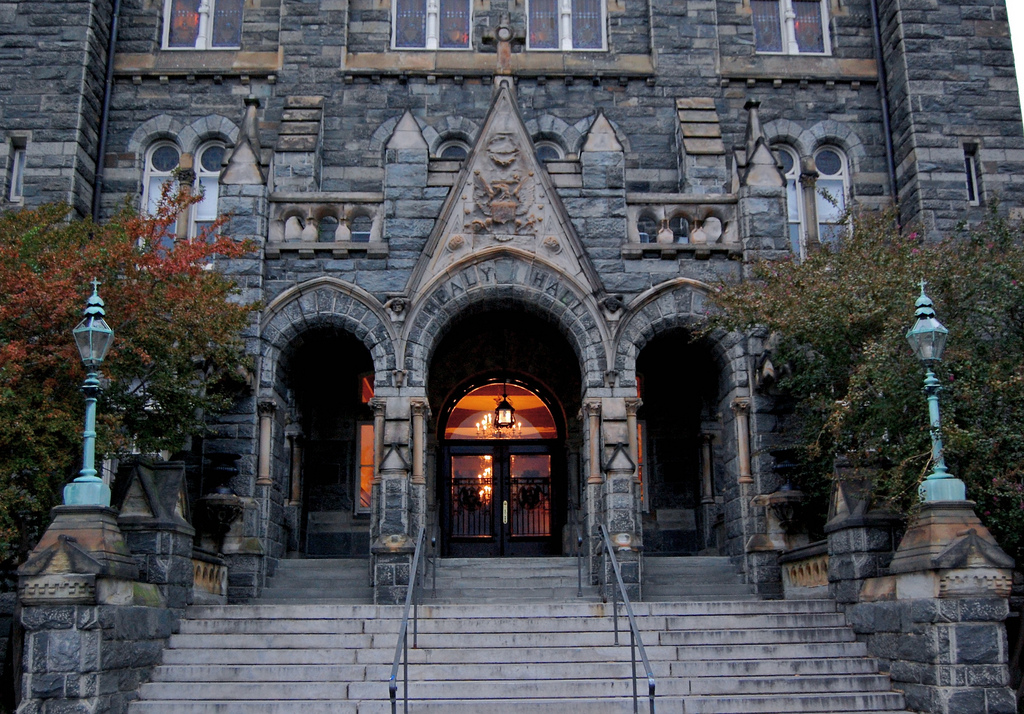
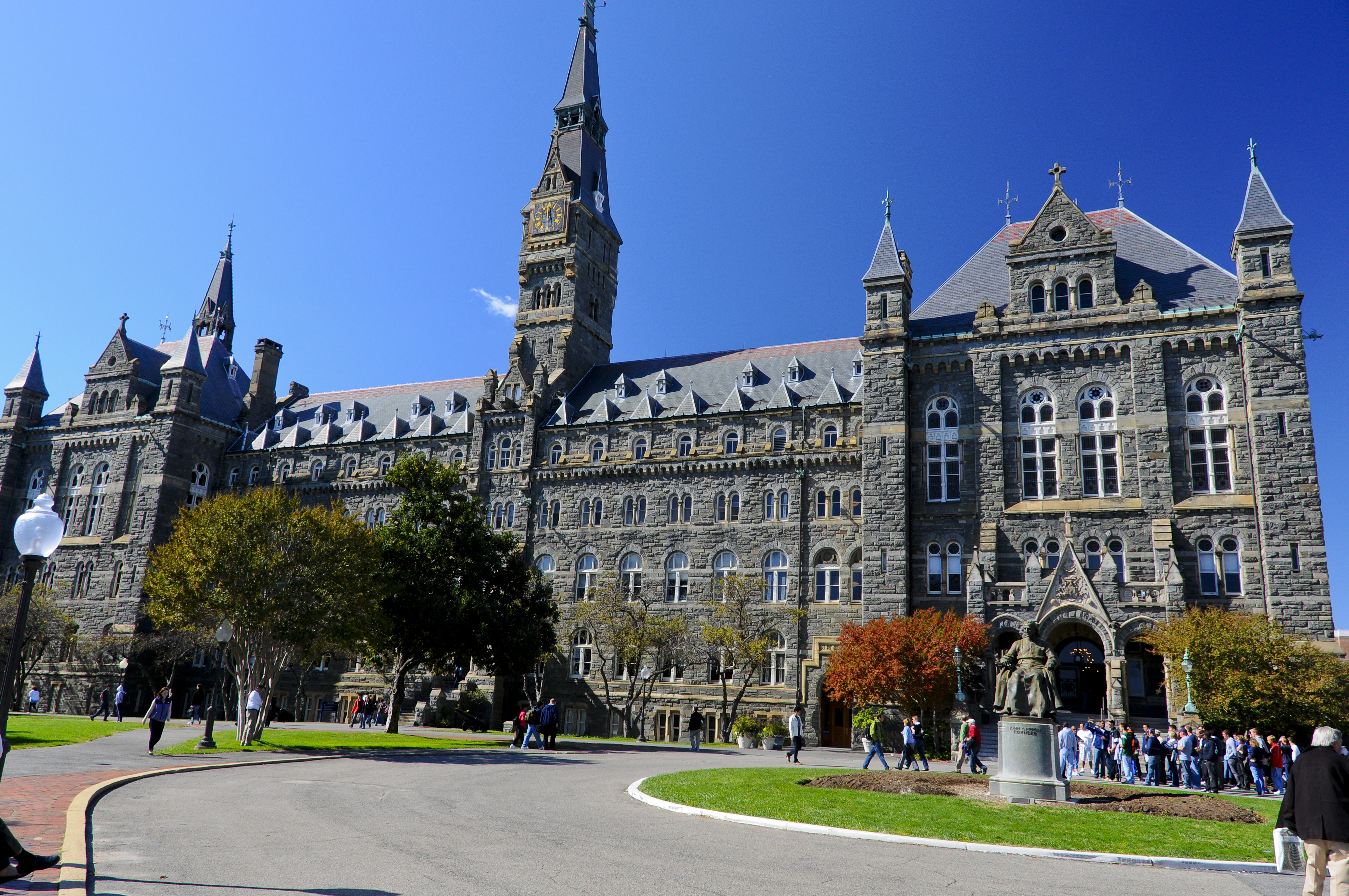
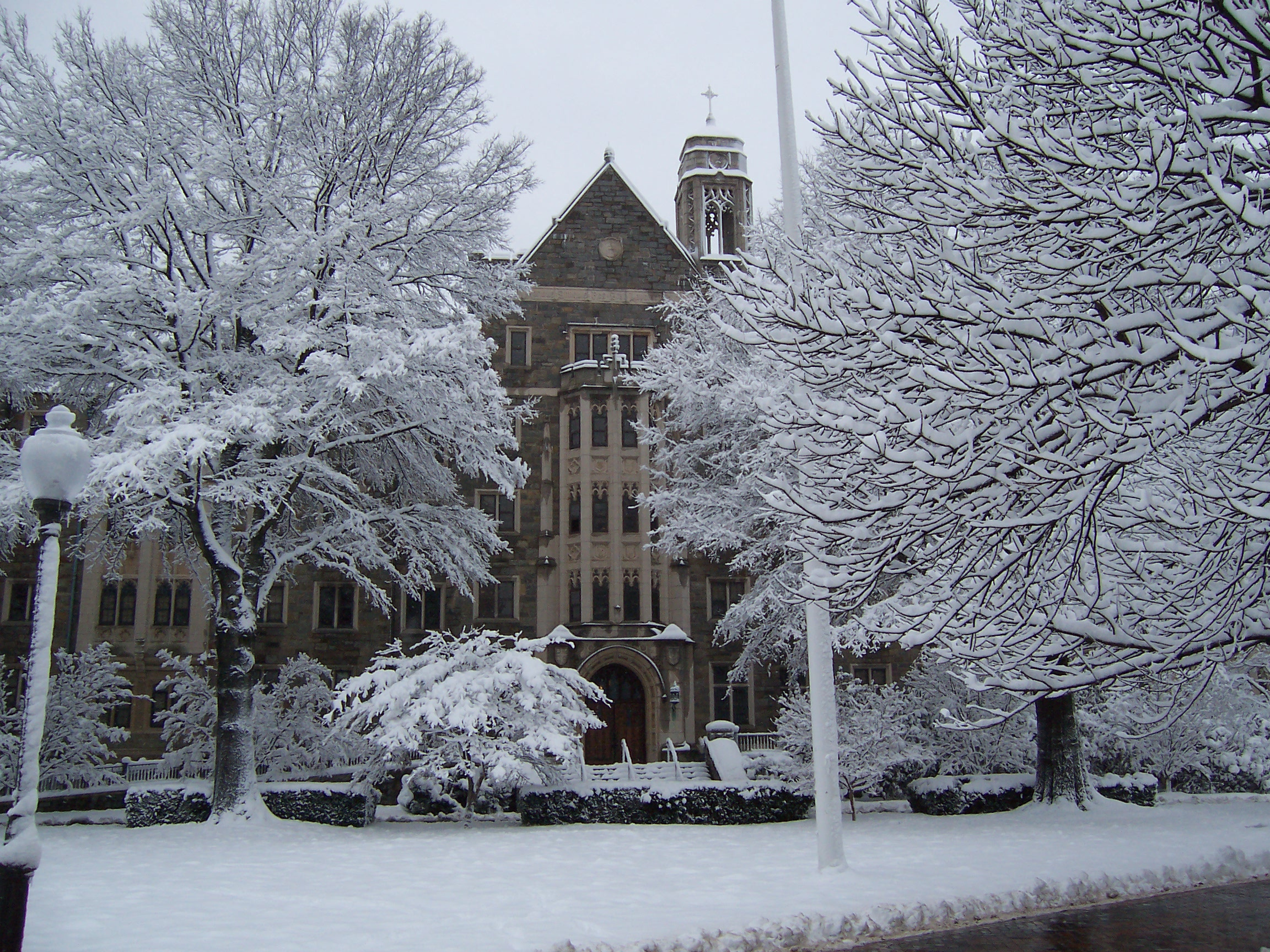
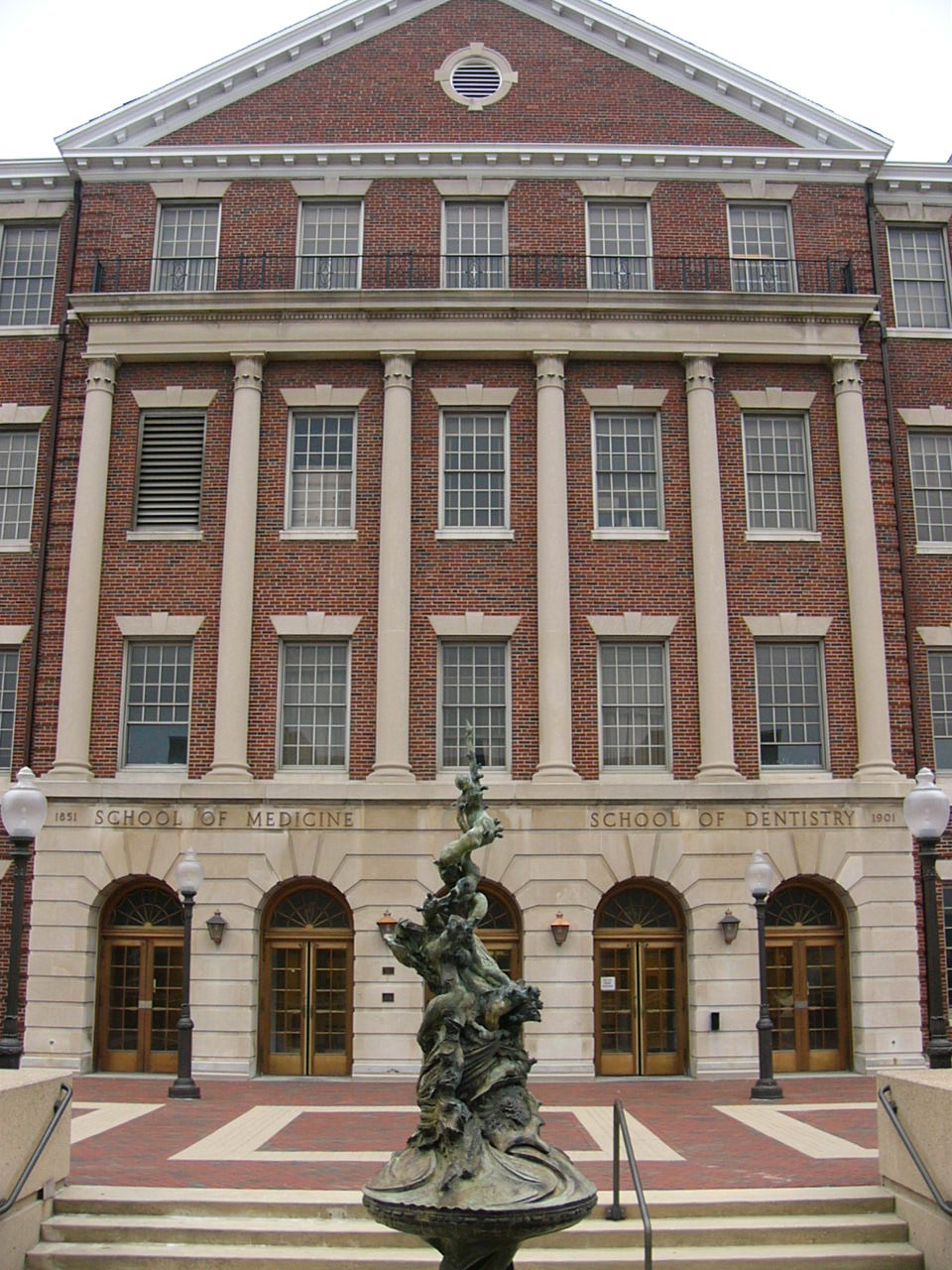
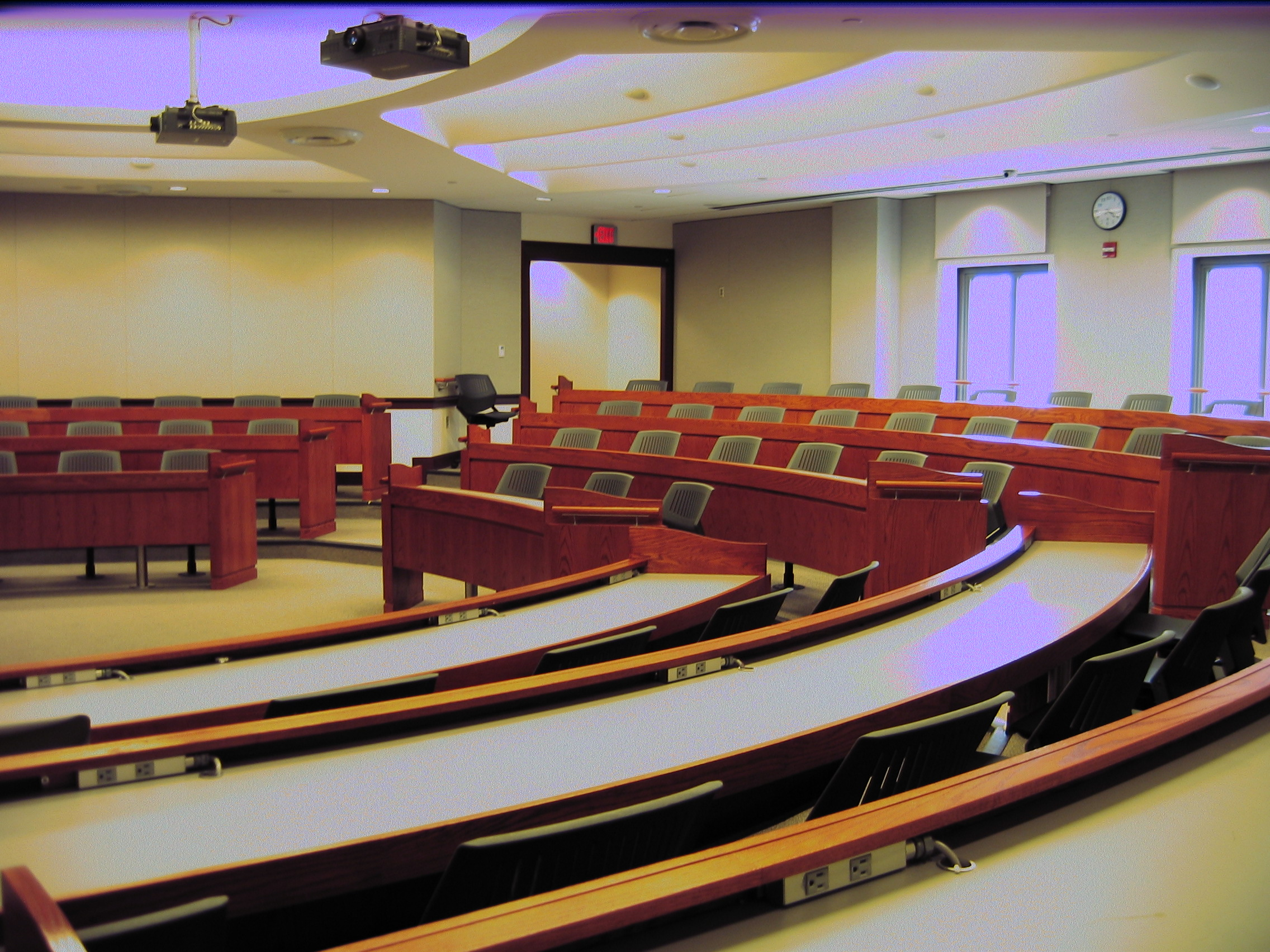
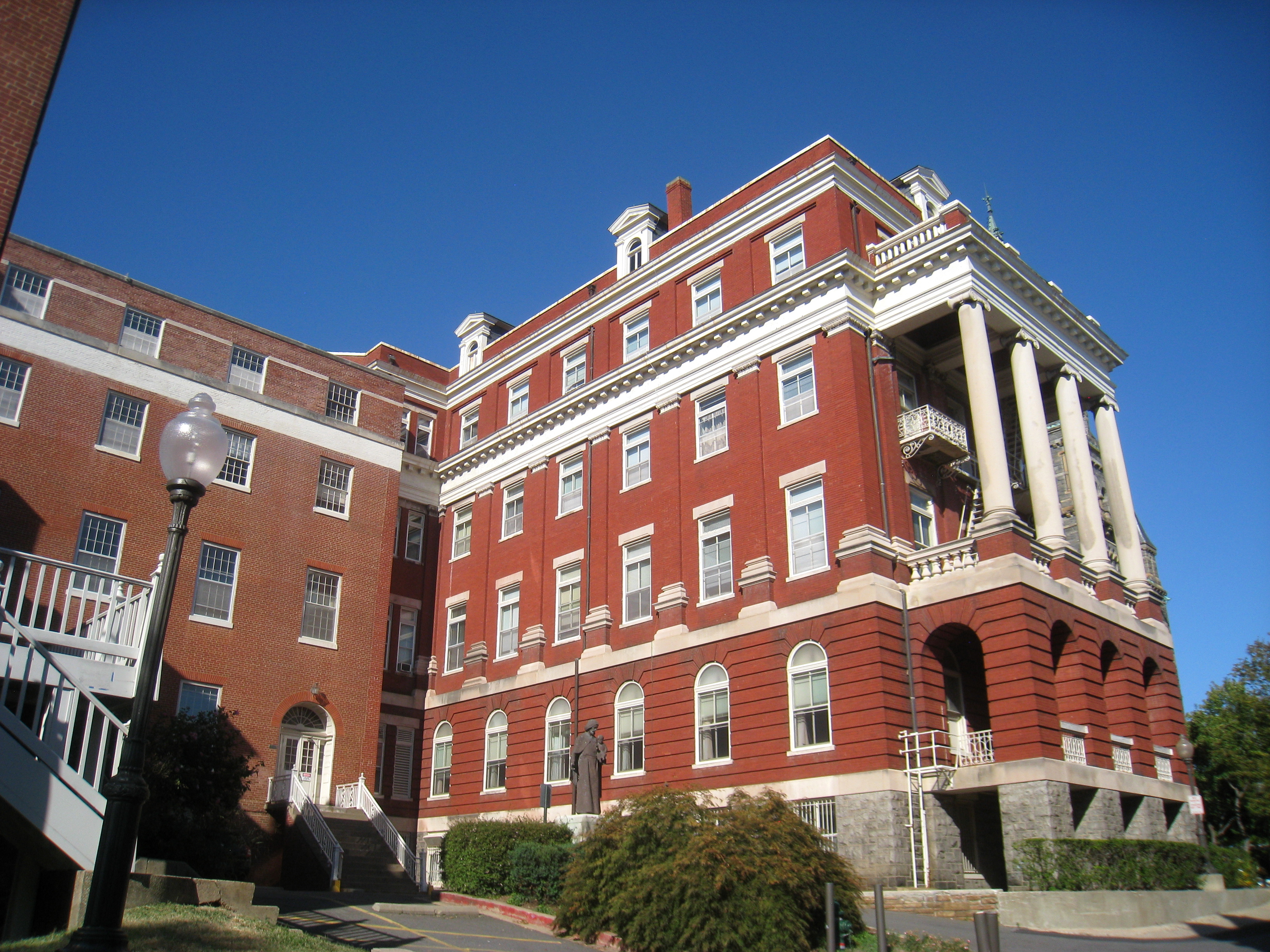

## 같이 보기
- 조지타운 대학교 법학센터